# ريبيكا ديفيس
ريبيكا ديفيس هي ممثلة كندية، ولدت في 1980.

## وصلات خارجية
- ريبيكا ديفيس على موقع IMDb (الإنجليزية)
- ريبيكا ديفيس على موقع ألو سيني (الفرنسية)
- ريبيكا ديفيس على موقع قاعدة بيانات الفيلم (الإنجليزية)
- ريبيكا ديفيس على موقع كينوبويسك (الروسية)